# 브랜던 카터

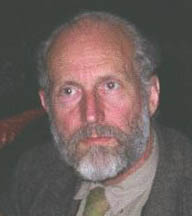
브랜던 카터

브랜던 카터(Brandon Carter, FRS, 1942년~)는 블랙홀에 대한 연구와 인간 중심 원리로 알려진 오스트레일리아의 물리학자이다. 1983년 인류 종말 논법을 제기하였다.